# Église Saint-Nicolas de Rijeka
L'église Saint-Nicolas de Rijeka (en croate et en serbe latin : Crkva svetog Nikole ; serbe en écriture cyrillique : Црква светог Николе) est une église orthodoxe serbe située à Rijeka, en Croatie. Elle est achevée en 1790 et dédiée à saint Nicolas.

## Histoire
L'église Saint-Nicolas est conçue par l'architecte Ignazio Hencke en 1787 et édifiée en 1790 grâce au financement des Serbes orthodoxes qui ont fui l'Empire ottoman et se sont installés à Fiume (Rijeka) en 1768. Les autorités locales font alors entrave à la construction de l'église. L'église a abrité de nombreuses icônes issues de monastères de Bosnie et de Voïvodine.
La ville de Rijeka compte une importante minorité serbe (6,57 % des habitants en 2011 contre 11,24 % en 1991). De plus, les villages de Milaši et Moravice du Gorski kotar, majoritairement peuplés de Serbes, sont historiquement liés à Rijeka.

## Architecture
La façade de l'église Saint-Nicolas est de style baroque tardif. 

## Images

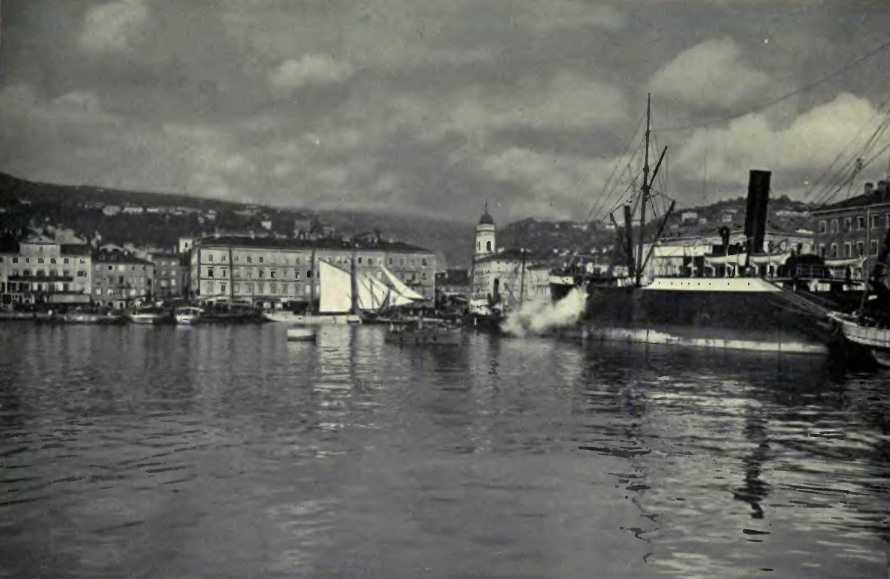
Le port de Fiume en 1923. L'église Saint-Nicolas se trouve au centre.
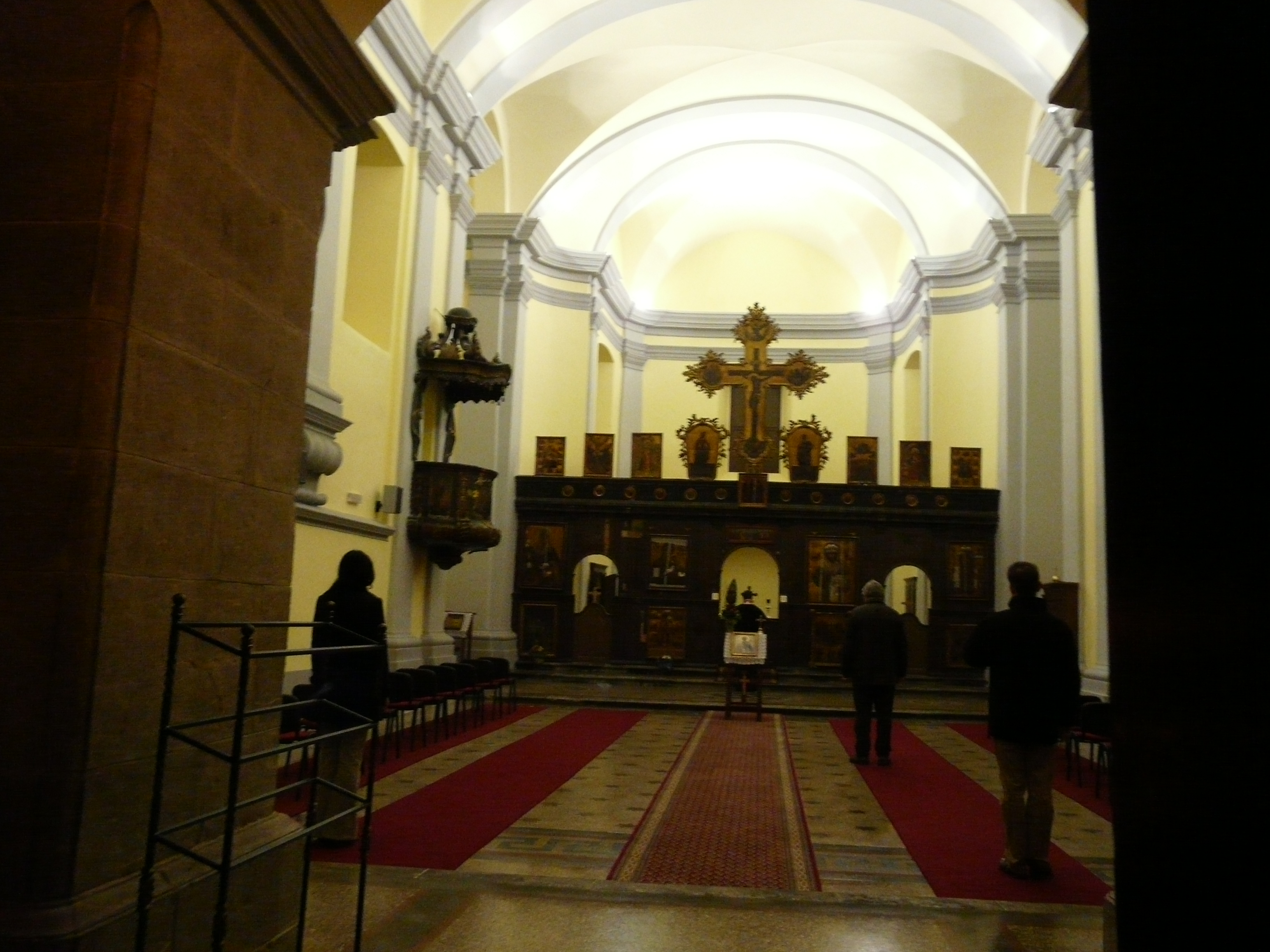
L'intérieur de l'église.